# Országos kompetenciamérés
Az Országos Kompetenciamérés Magyarország országos szintű közoktatási mérése, amelyet a közoktatásról szóló 1993. évi LXXIX. törvény 99. §-a rendelt el. A mérést minden tanévben május utolsó szerdáján bonyolítják le Magyarország összes általános és középiskolájában a 6., 8. és 10. évfolyamokon. A felmért évfolyamok minden tanulója részt vesz benne. (A mérés időpontját pedig a mindenkori tanév rendjéről szóló miniszteri rendelet jelöli ki.) A felmért műveltségi területek a 